# Радсадівська селищна територіальна громада
Радсадівська селищна територіальна громада — територіальна громада в Україні, в Миколаївському районі Миколаївської області. Адміністративний центр — селище Радісний Сад.
Площа громади — 205,72 км², населення — 4270 мешканців (2018).
Утворена 12 серпня 2016 року шляхом об'єднання Кіровської, Радсадівської сільських рад Миколаївського району та Козирської сільської
ради Очаківського району.

## Населені пункти
До складу громади входять 1 селище (Радісний Сад) і 5 сіл: Зарічне, Козирка, Михайлівка, Новобогданівка та Стара Богданівка.